# Orcet
Orcet – miejscowość i gmina we Francji, w regionie Owernia-Rodan-Alpy, w departamencie Puy-de-Dôme.
Według danych na rok 1990 gminę zamieszkiwały 2522 osoby, a gęstość zaludnienia wynosiła 420 osób/km² (wśród 1310 gmin Owernii Orcet plasuje się na 86. miejscu pod względem liczby ludności, natomiast pod względem powierzchni na miejscu 953.).